# Damásio Pires Pimentel
Damásio Pires Pimentel (Amparo, 1853 — São Paulo, 26 de novembro de 1926) foi capitão da Guarda Nacional, proprietário rural e politico brasileiro.

## Biografia
Filho de João Pires Baptista e Maria Pires de Ávila, pertencia a tradicionais troncos paulistas, descendia por seu pai do Capitão Marcelino de Camargo e de Messia Ferreira Pimentel de Tavora (patriarcas da família Camargo Pimentel - veja: Palácio dos Pimentéis em Portugal), e por sua mãe, de João de Godoy Moreira e de Eufemia da Costa da Mota, havendo sido o donatário Martim Afonso de Sousa um de seus avoengos, assim como os Caciques Tibiriçá, Piquerobi e ilustres Bandeirantes. 
A família Pires Pimentel (Camargos), foi fundadora dos municípios de Atibaia/SP, em 1665, na pessoa de Jerônimo de Camargo (irmão do Capitão Marcelino de Camargo, acima citado), de Ribeirão Pires/SP, em 1716, na do Mestre de Campo Antônio Pires de Ávila, sargento-mor do distrito de Pitangui/MG que fora provido, em 27 de dezembro de 1713, a superintendente das minas do referido distrito,  e de Bragança Paulista na de Antônio Pires Pimentel em 15 de dezembro de 1763. Posteriormente, entre outros, vários bragantinos e atibaienses se dirigem a um bairro chamado Camandocaia - Sertão de Bragança - e em 1824 iniciam a estruturação do futuro município de Amparo. Seus tios maternos, Antonio Pedro e Jose Pedro de Godoy Moreira foram os primeiros eleitores de Amparo, no periodo de 1870 a 1875, já que no "antigo regime" havia o sistema de eleições indiretas e uns tantos contribuintes ou votantes davam direito à nomeação de um eleitor, que os representava no colégio eleitoral, nas eleições provinciais e gerais. Também, por esse ramo Godoy Moreira, fundadora de Pedreira/SP, em 1896, na pessoa de seu tio materno  o coronel João Pedro de Godoy Moreira.
E ainda, por Alcina Pimentel de Toledo Piza, tio avô do Prefeito de São Paulo, em 1956, Wladimir de Toledo Piza.
Casou-se, em Amparo, com a aristocrata paulista Elvira Hermínia Goulart Penteado – descendente, assim como ele, de Dom Afonso Henriques, *1109 +1185 primeiro reinante em Portugal, e por decorrência de Hugo Capeto, *941 +996. Dela, foram ainda ancestrais diretos "O Aclamado" Amador Bueno e entre outros valorosos bandeirantes, Fernão Dias Pais, Antônio Pedroso de Barros e João Correia Penteado *1666 +1739 casado com Isabel Pais de Barros *1673 +1753. Uma de suas filhas, Julieta Penteado Pimentel (Dona Yaya), casou-se em 1904, com o Juiz de Direito da Comarca de Amparo, o Dr. Flavio Augusto de Oliveira Queirós, que era, pelos troncos Camargos, Pais de Barros e Penteados, seu primo distante.
Legenda da foto: nº 1 Franklin de Toledo Piza, nº 2 Alcina Pimentel de Toledo Piza, nº 3 Wladimir de Toledo Piza, nº 4 Alice Pimentel, e as irmãs: nº 5 Luci de Queirós, nº 6 Marina de Queiroz, nº 7 Nair de Queiroz (todas as três, netas maternas de Damazio Pires Pimentel e filhas do magistrado Flavio Augusto de Oliveira Queiroz), nº 8 Gladys Pimentel.  

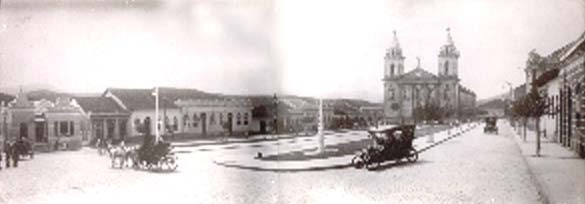
Foto de 1910 da Igreja Matriz de Amparo, cuja construção foi iniciada em 1855.

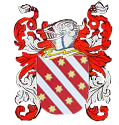
Brasão dos Paes de Barros Penteados

Fazendeiro de cafe naquela cidade, tinha na politica – era republicano - seu verdadeiro alento e foi um dedicado militante pelo "novo regime". Em 11 de agosto de 1889, recebeu em sua casa em Amparo, Campos Sales para um comício que foi realizado em sua própria residência, da qual abriu as portas para todos os seus concidadãos, a fim de ouvirem as palavras do notável homem público e que, posteriormente, foi hospedado pelo ilustre chefe republicano Silva Pinto.
Político, ocupou a Intendência Municipal (à época instituição equivalente a prefeitura) de Amparo de 1897 a 1899 e dentre outros fatos relevantes da sua gestão, destaca-se a inauguração a 8 de maio de 1898, da iluminação elétrica pública da cidade.
Homenageando-o, a Prefeitura de Amparo deu o seu nome a um logradouro da cidade: a Rua Intendente Damásio Pires Pimentel.
Tanto ele, como a sua senhora, estão sepultados no Cemitério São Paulo.